# Åldersviktslöpningar
Åldersviktslöpningar är hästkapplöpningar i vilka vikterna som hästarna rider med fastställs av villkoren för löpet.
I åldersviktslöpningar bär hästar olika vikt beroende på ålder och kön. Det kan också förekomma vikttillägg och viktlättnader beroende på hästens tidigare prestationer. Ston har 1,5 kg viktlättnad gentemot hingstar och valacker. I löpningar för arabiska fullblod är lättnaden för ston 2 kg. Alla hästar debuterar i en åldersviktlöpning. Alla svenska klassiska löp är åldersviktlöpningar.
Villkorlopp skiljer sig från handikapplöpningar, för vilka vikterna utses av ett handikapptal för att utjämna skillnaden mellan hästarna. Åldersviktslöpningar arrangeras på alla nivåer av hästkapplöpning. Eftersom alla större löp i Europa är åldersviktslöpningar, kan termen också hänvisa till löp för de allra bästa hästarna, även kända som grupplöp. Så är inte fallet i Nordamerika och Australien, där handikapp ingår i systemet för grupplöp.